# Papirus Oxyrhynchus 28
Papirus Oxyrhynchus 28 oznaczany jako P.Oxy.I 28 – rękopis zawierający fragment trzeciej księgi Historii greckiej (1) Ksenofonta napisanej w języku greckim. Papirus ten został odkryty przez Bernarda Grenfella i Arthura Hunta w 1897 roku w Oksyrynchos. Fragment jest datowany na II wiek n.e. Przechowywany jest w bibliotece szkockiego Uniwersytetu St Andrews. Tekst został opublikowany przez Grenfella i Hunta w 1898 roku.
Manuskrypt został napisany na papirusie w formie zwoju. Zachowały się trzy kolejne kolumny. Rozmiary zachowanego fragmentu wynoszą 12,2 na 12,5 cm. Tekst jest napisany prawie pionową uncjałą. Tylko w górnym marginesie niektóre scholia pisane są półkursywą. Powszechnie stosuje iota adscriptum. Grenfell i Hunt kolacjonowali tekst rękopisu na podstawie edycji Kellera (1890).